# イシュバキヤロ
イシュバキヤロ（シュバキヤロ）(Xbaquiyalo) は、マヤ神話の『ポポル・ヴフ』に登場する女神の一柱。
創造神イシュムカネーとイシュピヤコックの息子フン・フンアフプーの妻となり、フンバッツとフンチョウエンという双子の息子をもうけた。
フン・フンアフプーと弟のヴクブ・フンアフプーは毎日、さいころや球戯で遊んでいた。息子のフンバッツ、フンチョウエンも加わって2人1組で球戯を競うこともあった。イシュバキヤロが死んだ時も彼らは相変わらず遊んでいたという。